# Władcy Moluków

## SułtaniBacanu
- Nieznani władcy(?) (ok. 1250–1322)
- Zależność od Singhosari ok. 1250–1293
- Sida Hasan (władca (kolano mahede) Bacanu na wyspie Halmahera na terenie Moluków Północnych 1322–?)
- Nieznani władcy(?) (1350–po 1500)
- Zależność od Gowy 14??–?

Dynastia muzułmańska
- Zajn al-Abidin (sułtan (też tytułowany kolano mahede) Bacanu przed 1512–1557; abdykował, zmarł 1559)
- Jan (1557–1578) [syn]
- Zależność od Ternate 1578, potem od Tidore ?–1667
- Henryk (1579–1581) [brat]
- Ala ad-Din I  (1581–1609) [syn Jana]
- Nurusalat (ok. 1609–1949) [syn]
- Muhammad Ali (1649–1654; usunięty) [syn]
- N.N. (uzurpator 1654–1656)
- Muhammad Ali (2. panowanie 1656–1660)
- Ala ad-Din II (1660–1706;) [syn]
- Protektorat holenderski 1667–1946
- Musa Mali ad-Din (1706–1715) [brat]
- Kjai Nasir ad-Din (1715–1732) [syn Ala ad-Dina II]
- Hamza Tarafan Nur (1732–1741) [bratanek]
- Muhammad Szach ad-Din (1741–1770/80; usunięty) [wnuk Musy Malik ad-Dina]
- Iskandar Alam (1780–1788) [bratanek]
- Muhammad Badr ad-Din (1788–1797) [syn Kjaia Nasir ad-Dina]
- Kamar Allah (1797–1826) [bratanek]
- Muhammad Hajat ad-Din Szach Putra (1826–1861) [syn]
- Rada regencyjna 1861–1862
- Muhammad Sadik Szach (1862–1889) [syn]
- Rada regencyjna 1889–1899
- Muhammad Usman Szach (1899–1935) [syn]
- Muhammad Muhsin (1935–1956; usunięty, zmarł 1983)

## SułtaniJailolo
- Nieznani władcy (ok. 1250–po 1500; tytuł jikoma kolano zamiennie z tytułem władcy Ternate od 1380)

Dynastia muzułmańska
- Jusuf (sułtan (też tytułowany jikoma kolano) Jailolo (Gilolo) na północnym zachodzie wyspy Halmahera na terenie Moluków Północnych przed 1514–1521)
- Firuz Ala ad-Din (p. 1532–1536) [syn]
- Katarabumi (1536–1552)
- Kaicili Guzarate (ok. 1552–?) [syn]
- Zależność od Ternate 1557–1796
- Kodrat (?–1605)
- Dua (ok. 1605–1613) [syn]
- N.N. (1613–1656) [syn]
- Panowanie Ternate 1656–1797
- Muhammad Arif Bila (1797–1806) [potomek Kaicili Guzarate]
- Okupacja brytyjska 1799–1802
- Zależność od Ternate 1803–1806
- Panowanie Ternate 1806–1909
- Okupacja brytyjska 1810–1816
- Holenderskie Indie Wschodnie podbijają Jailolo 1909

## SułtaniTernate
- Tsuka (sułtan (też tytułowany kolano) Ternate na terenie Moluków Północnych 1257–1277)
- Puli (1277–1284) [syn]
- Abu Said (1284–1298) [syn]
- Kubu (1298–1304) [syn]
- Na’a (1304–1317) [syn]
- Aici (1317–1322) [brat]
- Aidża (1322–1331) [bratanek]
- A’ali (1331–1332) [brat]
- Szach Alam (1332–1343) [syn]
- Fulu (1343–1347) [brat]
- Buhajati I (1347–1350) [syn Aidżi]
- Muhammad Szach (1350–1357) [brat]
- Momole (1357–1359) [brat]
- Bakar (1359–1372) [brat]
- Gapi Bakuna I (1372–1377) [brat]
- Bessi Muhammad Hasan (1377–1432; przybrał tytuł kolano Malukku dziedzicząc Jailolo 1380) [syn Fulu]
- Gapi Baguna II (1432–1465; regencja 1432–?) [wnuk]
- Abd Allah (1465–1486) [syn]
- Zajn al-Abidin (1486–1500) [syn]
- Badżang Allah (1500–1521) [syn]
- Kaicili Dadżalo (1521–1529; regencja 1521–1532) [syn]
- Buhajati II (1521–1535; usunięty, zmarł 1536) [brat]
- Chajr al-Dżamal (1535–1536; usunięty) [brat]
- Tabaridżi (1536–1545) [brat]
- Chajr al-Dżamal (2. panowanie 1545–1570)
- Ba’b-ullah (1570–1583) [syn]
- Said ad-Din Barakat Szach (1583–1606; usunięty, zmarł 1628)
- Muzaffar Szach I (1607–1627) [syn Ba’b-ullaha]
- Al-Hamza Hadżah Amir al-Muminin Barfial-Alam Illahi Szach Musalih an-Nasir ad-Din (1627–1648) [wnuk Chajr al-Dżamala]
- Mandar Szach (1648–1650; usunięty) [syn Muzaffar Szacha I]
- Manilha (1650–1655; usunięty) [brat]
- Mandar Szach (2. panowanie 1655–1675)
- Sibori „Amsterdam” (1675–1689) [syn]
- Protektorat holenderski 1683–1915
- Said Fath ad-Din (1689–1714) [brat]
- Amir Iskandar I Zulkarnain Safi ad-Din (1714–1751) [syn]
- Binajatullah al-Malik al-Manab Amir Iskandar Ala ad-Din Mansur Szach III (1752–1754) [syn]
- Amir Iskandar II Muda Szach (1754–1763) [brat]
- Dżalal ad-Din Ihat Tadż ar-Rahman (1763–1774) [brat]
- Said al-Mutahid Salah ad-Din (1775–1776; usunięty)
- Ihtias ar-Rahman Wahuwa Said Duna Azim ad-Din Szach (Arun Szach) (1776–1793; abdykował) [syn Iskandara I]
- Amir Iskandar III Malik al-Mulk al-Munawar as-Sadik al-Mukarram Szach (1793–1796; usunięty) [syn]
- Siradż al-Buldan Infil ad-Din Muharram Amir Iskandar Szach Muhji ad-Din Szach (1796–1801; usunięty) [kuzyn]
- Siradż al-Bilad Szach Tadż al-Awlija al-Mukarram Amir Iskandar Dżihad Azim ad-Din (Kaicili Muhammad Jasin) (1801–1807) [syn Aruna Szacha]
- Said al-Biladi Siradż al-Kulut al-Mulki Amiri Iskandar Zajn al-Bahrajn Wahuwa Chajr as-Salihin Szach (Kaicili Muhammad Ali) (1807–1821; abdykował, zmarł 1824) [brat]
- Amir al-Muminin Sajf ad-Din Iskandar IV Nasir ad-Din Szach (1821–1823) [brat]
- Tadż al-Mulki Amir ad-din Iskandar Kaulaini Szach (Kaicili Putra Muhammad Zajn ad-Din) (1823–1859; regencja 1823–1824) [syn Kaicili Muhammada Jasina]
- Al-Mahf al-Himajatuillahi Mamran Siradż al-Mulki Amir ad-Din Iskandar Wahuwa Minasalihin Szach (1859–1876) [syn]
- Rada regencyjna 1876–1879
- Tadż al-Mahsil Binajatullah al-Hannan Siradż al-Mulki Amir ad-Din Iskandar Munawar as-Sadik Wahuwa Mina al-Adalin Szach I (Kaicili Putra Ajanhar) (1879–1900) [syn]
- Ilham (1900–1902) [syn]
- Tadż al-Mahsil Binajatullah al-Hannan Siradż al-Mulki Amir ad-Din Iskandar Munawar as-Sadik Wahuwa Mina al-Adalin Szach II (Kaicili Putra Muhammad Hadżdżi Usman) (1902–1915; usunięty, zmarł 1941) [brat]
- Interregnum 1915–1929
- Iskandar Muhammad Dżabir Szach (1929–1946; usunięty, zmarł 1975) [syn]
- Ternate włączone do Indonezji 1946
- Muzaffar Szach II (1986-dziś) [syn]

## SułtaniTidore
Królowie Tidore
- Szach Dżati (król (kiema kolano) Tidore na terenie Moluków Północnych przed 1400–?)
- Busamuangi
- Suhu
- Balibungah
- Duhu Madoja
- Kjai Matiti
- Sele
- Matagena
- Ciri Leliatu

Sułtani Tidore
- Al-Mansur I (sułtan (też tytułowany kiema kolano) Tidore przed 1512–1525/6)
- Amir ad-Din (1525/6–?) [syn]
- Mansur [syn]
- Gawa (?-ok. 1581)
- Gapi Baguna (ok. 1581–1599) [brat]
- Mole Madżimu (1599–1627) [syn Gawy]
- Naro (1627–1634) [syn]
- Gorontalo (1634–1639) [wnuk Gawy]
- Saidi (1640–1657) [syn Naro]
- Sajf ad-Din Golofino (1657–1688;) [syn Gorontalo]
- Protektorat holenderski 1657/1780–1905
- Hamza Fahar ad-Din (1688–1705) [syn]
- Abd al-Falali al-Mansur II (1705–1708) [syn]
- Hasan ad-Din (1708–1728) [wnuk Gorontalo]
- Amir Muid ad-Din Malik al-Manan (1728–1757) [syn]
- Amir Muhammad Masud Dżamal ad-Din (1757–1778/9; usunięty) [wnuk Sajf ad-Dina]
- Gajdżira (regent 1779–1780) [wnuk Hamzy]
- Putra Alam (1780–1783; usunięty) [syn]
- Administracja holenderska 1783–1784
- Chajr al-Alam Kamal ad-Din (1784–1797) [prawnuk Sajf ad-Dina]
- Nuku Sułtan Dżihad Muhammad al-Habus Amir ad-Din Szach (1797–1805) [syn Dżamal ad-Dina]
- Zajn al-Abidin (1805–1810; usunięty) [brat]
- Muhammad Tahir (1811–1821) [brat]
- Al-Mansur III Siradż ad-Din (1822–1856) [syn]
- Ahmad Sajf ad-Din (1856–1865) [syn Kamal ad-Dina]
- Rada regencyjna 1865–1867
- Said Ahmad Fath ad-Din Szach (1867–1892; regencja 1867–po 1870) [syn]
- Interregnum 1892–1893
- Iskandar Szudża ad-Din Nur Amat (1893–1905; usunięty, zmarł 1909) [syn]
- Rada regencyjna 1905–1947
- Zajn al-Abidin Alting (1947–1950; usunięty, zmarł 1974) [potomek Hasan ad-Dina]
- H. Dżafar Danojunus (1999-dziś)

## Władcy Lolody
Dynastia z Ternate
- Nieznani władcy (władcy pod zwierzchnością Ternate 12??–po 1870;)
- Alferis Banggai (władca (kolano) Lolody na terenie Moluków Północnych przed 1895–po 1905)

## Władcy Hitu
- Dżamilu (zwierzchnik federacji i wybieralny radża Hitu na wyspie Ambon na terenie Moluków przed 1512–1569)
- Hurasan (1569–po 1588)
- Latu Kajoan (?–1644)
- Nieznani władcy (1644–1709)

## Władcy Ceramu
- Nieznani władcy (p. 1624–po 1709)
- Zależność od Bantajanu 1624–1709
- Muhammad Asgar (władca Ceramu (Seramu) na północy wyspy Seram na terenie Moluków przed 1808–1818; usunięty)
- Szajf ad-Din Dżihad Muhammad Hadż ad-Din Szach (1818/9–1825)
- Muhammad Asgar (2. panowanie 1825–1832; usunięty, zmarł 1839)